# 布洛里奥城堡

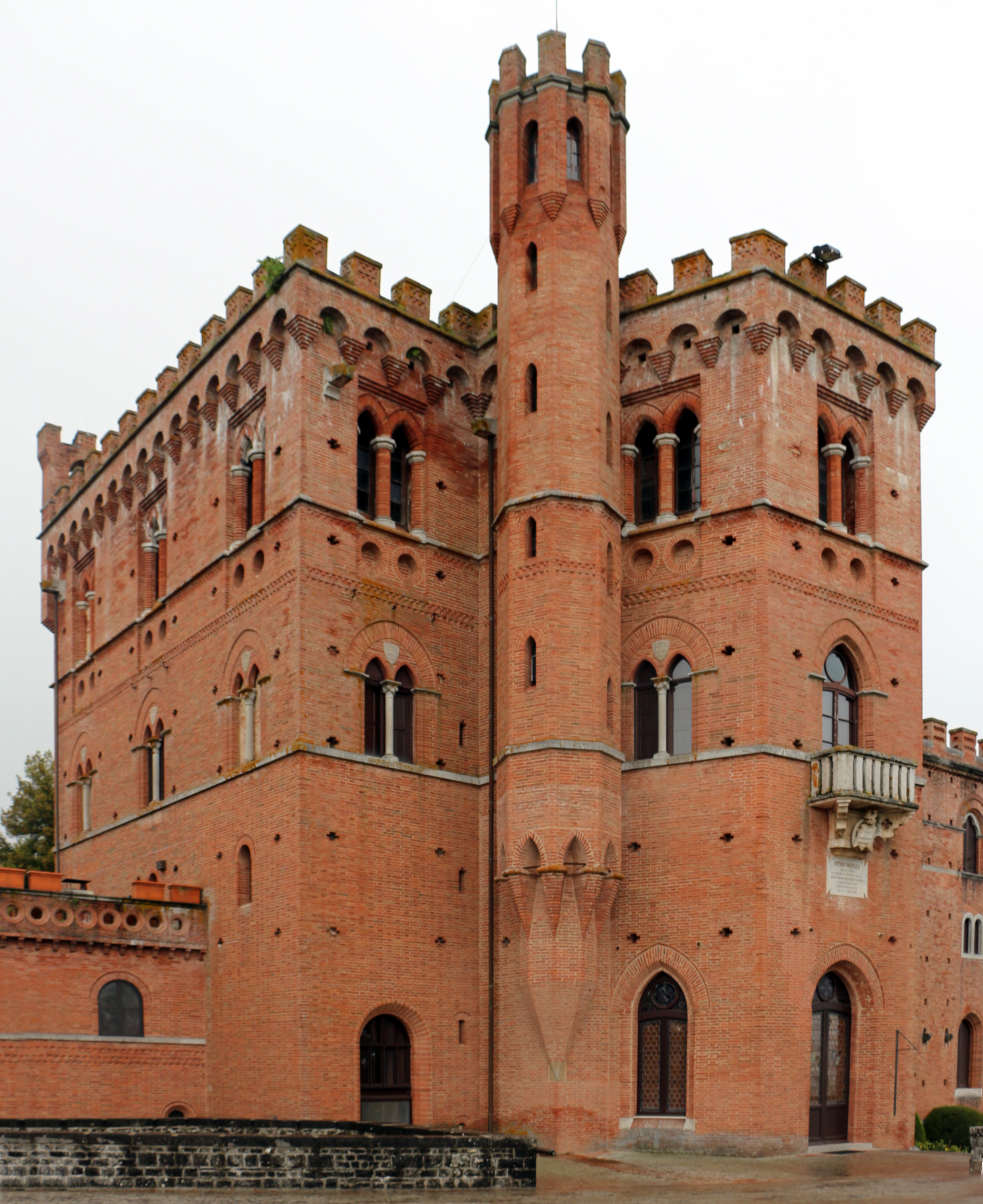
布洛里奥城堡

布洛里奥城堡（Castello di Brolio）是意大利托斯卡纳大区的一座乡间城堡、宫殿和花园，位于锡耶纳东北20km的基安蒂地区加约莱。
布洛里奥城堡属于 Ricasoli 家族所有已有近800年历史，在锡耶纳与佛罗伦萨之间的战争期间，曾不止一次被毁。1500年被锡耶纳军队摧毁后重建。目前的城堡为哥特复兴风格，主要由意大利王国首相贝蒂诺·里卡索利男爵出资兴建，正是他创造了基安蒂酒的配方。 2015年，城堡开放游览。 